# Tamaran (Noord-Sumatra)
Tamaran is een bestuurslaag in het regentschap Langkat van de provincie Noord-Sumatra, Indonesië. Tamaran telt 1008 inwoners (volkstelling 2010).